# چشم‌های آبی زهرا
چشم‌های آبی زهرا یک مجموعه تلویزیونی ایرانی-سوری به کارگردانی علی درخشی و نویسندگی علی درخشی و سعید سلطانی محصول شبکه سحر است که در سال ۲۰۰۴ از این شبکه پخش شد.

## داستان
این سریال پزشکان اسرائیلی را در حال برداشت اعضای بدن کودکان فلسطینی به تصویر می‌کشد و بر مبارزات انتخاباتی اسحاق کوهن، نامزد تخیلی نخست‌وزیری تمرکز دارد که در یک سخنرانی اعلام می‌کند که یهودیان «بهترین نژاد جهان هستند». کوهن درگرفتن چشمان دختر جوان فلسطینی به نام زهرا دچار وسواس می‌شود. برای این منظور، اسرائیلی‌ها به عنوان کارمندان سازمان ملل متحد ظاهر می‌شوند که به یک مدرسه فلسطینی می‌آیند و کودکان را برای «جلوگیری از گسترش بیماری چشمی» بررسی می‌کنند، اما واقعاً می‌خواهند کلاس را برای دانش‌آموزان با بهترین چشم‌ها بازرسی کنند. زهرا پس از یک عمل جراحی توسط پزشکان اسرائیلی نابینا می‌شود…

## واکنش‌های بین‌المللی
سریال چشمان آبی زهرا و دیگر سریال‌های اصلی شبکه سحر در فرانسه توقیف شد. این سریال به دلیل استفاده از تصاویر یهودی ستیزانه از یهودیان، به ویژه اسرائیلی‌ها، در خارج از خاورمیانه محکوم شده است. علاوه بر این، ۱۵ عضو کنگره ایالات متحده، اعم از دموکرات و جمهوری‌خواه (از جمله تام لنتوس، تنها بازمانده هولوکاست که در آن زمان در مجلس حضور داشت)، به مدیر بخش منافع جمهوری اسلامی ایران نامه نوشتند تا سریال را محکوم کنند.
بریجیت گابریل، نویسنده و فعال آمریکایی-لبنانی در کتاب خود با عنوان چون متنفرند، دربارهٔ این سریال نوشته است: «آیا این شخص (تهیه‌کننده) نگاهی به فیلمنامه فیلم جزیره انداخت است که در آن مردم برای اعضای بدن یدکی بزرگ می‌شوند؟» یا همان‌طور که گوبلس گفت: «اگر یک دروغ را به اندازه کافی تکرار کنید، به حقیقت تبدیل می‌شود.» این تقیه در بهترین حالت یا بدترین حالت است، بسته به معیار اخلاقی شما.

## گويندكان دوبلاز
- دريا محمدزاده
- حسین واثقى
- الهه بورجمشید
- سوكند طهماسبى
- دريا محمدزاده
- مريم خلقتى